# トンガ・トゥイアフィトゥ
トンガ・トゥイアフィトゥ（トンガ語: Tonga Tuʻiʻafitu、1962年10月3日 - ）、あるいはトゥイアフィトゥ卿（英語: Lord Tuʻiʻafitu）は、トンガの貴族、聖職者、政治家、国務大臣である。
トゥイアフィトゥは、シアアトウタイ神学校で神学学士（BDiv）を、オーストラリア国立大学で政治学と公共政策の二つの修士号を取得した。
トゥイアフィトゥは、2010年11月の総選挙でヴァヴァウ選出の貴族代表議員として当選し、国政でのキャリアを開始した。立法議会副議長を拝命。2012年7月5日、ウリティ・ウアタの下野を受けて、シアレアタオンゴ・トゥイヴァカノ内閣の保健大臣に任命された。
2021年12月28日、シャオシ・ソヴァレニ内閣の国土天然資源大臣に任命された。ソヴァレニ内閣によって任命された唯一の貴族であった。
2022年9月22日、来たる27日に実施予定の故安倍晋三国葬儀にトゥイアフィトゥ国土天然資源大臣及び夫人がトンガ代表として参列することが、日本国外務省により発表された。

## 栄典
国家勲章
- サローテ・トゥポウ3世女王勲章（英語版）指揮者章（2008年7月31日）[8]